# Armungia
Armungia (sardinski: Armùngia, Armùnja) je grad i općina (comune) u Južnoj Sardiniji u regiji Sardiniji, Italija. Nalazi se na nadmorskoj visini od 366 metara i ima populaciju od 474 stanovnika.
 Prostire se na teritoriju od 54,75 km2 s gustoćom naseljenosti od 8,66 st/km2.